# Enzo Escobar
Enzo Sergio Escobar Olivares (10 de novembre de 1951) és un exfutbolista xilè.

## Selecció de Xile
Va formar part de l'equip xilè a la Copa del Món de 1982.